# بيرانا ثري دي
بيرانا ثري دي (بالإنجليزية: Piranha 3D)‏ هو فيلم رعب كوميدي أمريكي من إخراج ألكسندر أجا وبطولة إليزابيث شو، ستيفن آر مكوين، آدم سكوت، جيسيكا سزوهر، جيري أوكونيل وكيلي بروك، صدر الفيلم في 20 أغسطس 2010.

## روابط خارجية
- الموقع الرسمي
- سمكة البيرانا على موقع IMDb (الإنجليزية)
- سمكة البيرانا على موقع ميتاكريتيك (الإنجليزية)
- سمكة البيرانا على موقع روتن توميتوز (الإنجليزية)
- سمكة البيرانا على موقع نتفليكس (الإنجليزية)
- سمكة البيرانا على موقع قاعدة بيانات الأفلام العربية
- سمكة البيرانا على موقع ألو سيني (الفرنسية)
- سمكة البيرانا على موقع أول موفي (الإنجليزية)
- سمكة البيرانا على موقع بوكس أوفيس موجو (الإنجليزية)
- سمكة البيرانا على موقع فيلمافينيتي (الإسبانية)
- سمكة البيرانا على موقع قاعدة بيانات الأفلام السويدية (السويدية)

لم يتم العثور على روابط لمواقع التواصل الاجتماعي.